# Parathesis adenanthera
Parathesis adenanthera är en viveväxtart som först beskrevs av Miquel, och fick sitt nu gällande namn av Hooker f. Parathesis adenanthera ingår i släktet Parathesis och familjen viveväxter. Inga underarter finns listade i Catalogue of Life.